# 南峤机场
南峤机场是第二次世界大战期间于今云南省西双版纳傣族自治州修建的一座简易机场，现已不存在，原址在今勐海县勐遮镇黎明农场。

## 历史
1943年10月初，南峤机场开工修建，同年11月底完工，位于原南峤县北郊1.5公里处，最初定名为空军前进着陆场。南峤机场拥有一条长1,500米、宽100米的沙石跑道，主要供美国第十四航空队运送军用物资，曾起降过C-47运输机和直升飞机，地方上层人士通过军方关系曾搭机至昆明。
1945年抗战结束后机场荒废，1955年划归黎明农场管理，被黎明农场垦为农田。

## 资料来源
1. 1 2  段天庆. . 勐海县交通局. : P 199.